# Handley Page Hanley
Handley Page Hanley là một loại máy bay ném bom ngư lôi của Anh trong thập niên 1920.

## Tính năng kỹ chiến thuật (Hanley III)
Dữ liệu lấy từ Handley Page Aircraft since 1907 
Đặc điểm tổng quát
- Kíp lái: 1
- Chiều dài: 33 ft 4 in (10,17 m)
- Sải cánh: 46 ft 0 in (14 m)
- Chiều cao: 14 ft 2 in [2] (4,32 m)
- Diện tích cánh: 562 ft² (52,2 m²)
- Trọng lượng rỗng: 3.640 lb [3][4] (1.655 kg)
- Trọng lượng có tải: 6.444 lb (2.920 kg)
- Động cơ: 1 × Napier Lion IIB, 450 hp (336 kW)

 Hiệu suất bay 
- Vận tốc cực đại: 101 kn (116 mph, 187 km/h)
- Vận tốc tắt ngưỡng: 48 kn (55 mph, 88 km/h)
- Trần bay: 15.000 ft (4.640 m)
- Tải trên cánh: 11,5 lb/ft² (55,9 kg/m²)
- Công suất/trọng lượng: 0,070 hp/lb (0,12 kW/kg)

Trang bị vũ khí

1 × ngư lôi 18 in (457 mm)